# Canoagem nos Jogos Olímpicos de Verão de 2016 - C-1 200 m masculino
A competição do C-1 200 m masculino da canoagem nos Jogos Olímpicos de Verão de 2016 realizou-se nos dias 17 (provas eliminatórias e semifinais) e 18 de agosto (finais), no Estádio da Lagoa.

## Calendário
Horário local (UTC-3)
| Dia          | Horário | Fase          |
| ------------ | ------- | ------------- |
| 17 de agosto | 09:16   | Eliminatórias |
| 17 de agosto | 10:42   | Semifinal     |
| 18 de agosto | 09:16   | Final         |

## Medalhistas
| Ouro   | UKR Yuri Cheban         |
| Prata  | AZE Valentin Demyanenko |
| Bronze | BRA Isaquias Queiroz    |

## Resultados

### Eliminatórias
Os cinco principais de cada bateria, mais o sexto lugar mais rápido avançam para as semifinais. 

#### Bateria 1
| Pos. | Canoísta          | CON          | Tempo  | Notas |
| ---- | ----------------- | ------------ | ------ | ----- |
| 1    | Alfonso Benavides | ESP Espanha  | 40.610 | SF    |
| 2    | Oleg Tarnovschi   | MDA Moldávia | 40.852 | SF    |
| 3    | Yuriy Cheban      | UKR Ucrânia  | 41.220 | SF    |
| 4    | Zaza Nadiradze    | GEO Geórgia  | 41.423 | SF    |
| 5    | Li Qiang          | CHN China    | 41.456 | SF    |
| 6    | Tomasz Kaczor     | POL Polônia  | 42.450 |       |
| 7    | Khaled Houcine    | TUN Tunísia  | 42.499 |       |

#### Bateria 2
| Pos. | Canoísta         | CON            | Tempo  | Notas |
| ---- | ---------------- | -------------- | ------ | ----- |
| 1    | Thomas Simart    | FRA França     | 40.415 | SF    |
| 2    | Isaquias Queiroz | BRA Brasil     | 40.522 | SF    |
| 3    | Hélder Silva     | POR Portugal   | 40.578 | SF    |
| 4    | Mark Oldershaw   | CAN Canadá     | 40.972 | SF    |
| 5    | Dagnis Iļjins    | LAT Letônia    | 44.125 | SF    |
| 6    | Joaquim Lobo     | MOZ Moçambique | 44.949 |       |

#### Bateria 3
| Pos. | Canoísta        | CON                 | Tempo  | Notas |
| ---- | --------------- | ------------------- | ------ | ----- |
| 1    | Andrey Kraitor  | RUS Rússia          | 39.985 | SF    |
| 2    | Jonatán Hajdu   | HUN Hungria         | 40.147 | SF    |
| 3    | Martin Fuksa    | CZE República Checa | 40.311 | SF    |
| 4    | Timur Khaidarov | KAZ Cazaquistão     | 40.492 | SF    |
| 5    | Stefan Kiraj    | GER Alemanha        | 41.198 | SF    |
| 6    | Marcos Pulido   | MEX México          | 41.910 | SF    |

#### Bateria 4
| Pos. | Canoísta            | CON            | Tempo  | Notas |
| ---- | ------------------- | -------------- | ------ | ----- |
| 1    | Valentin Demyanenko | AZE Azerbaijão | 39.749 | SF    |
| 2    | Henrikas Žustautas  | LTU Lituânia   | 40.048 | SF    |
| 3    | Carlo Tacchini      | ITA Itália     | 41.368 | SF    |
| 4    | Adel Mojallali      | IRI Irã        | 41.650 | SF    |
| 5    | Angel Kodinov       | BUL Bulgária   | 42.694 | SF    |
| 6    | Ferenc Szekszárdi   | AUS Austrália  | 44.292 |       |

### Semifinais
Os três ou dois mais rápidos de cada semifinal qualificam-se para a final 'A'. Os três mais lentos de cada semifinal qualificam-se para a final 'B'

#### Semifinal 1
| Pos. | Canoísta           | CON                 | Tempo  | Notas |
| ---- | ------------------ | ------------------- | ------ | ----- |
| 1    | Isaquias Queiroz   | BRA Brasil          | 39.659 | FA    |
| 2    | Alfonso Benavides  | ESP Espanha         | 40.038 | FA    |
| 3    | Li Qiang           | CHN China           | 40.066 | FA    |
| 4    | Martin Fuksa       | CZE República Checa | 40.311 | FB    |
| 5    | Timur Khaidarov    | KAZ Cazaquistão     | 41.079 | FB    |
| 6    | Henrikas Žustautas | LTU Lituânia        | 41.187 | FB    |
| 7    | Angel Kodinov      | BUL Bulgária        | 42.925 |       |

#### Semifinal 2
| Pos. | Canoísta        | CON          | Tempo  | Notas |
| ---- | --------------- | ------------ | ------ | ----- |
| 1    | Andrey Kraitor  | RUS Rússia   | 40.394 | FA    |
| 2    | Thomas Simart   | FRA França   | 40.670 | FA    |
| 3    | Oleg Tarnovschi | MDA Moldávia | 40.715 | FB    |
| 4    | Carlo Tacchini  | ITA Itália   | 41.468 | FB    |
| 5    | Marcos Pulido   | MEX México   | 42.283 | FB    |
| 6    | Adel Mojallali  | IRI Irã      | 42.386 |       |
| 7    | Dagnis Iļjins   | LAT Letônia  | 45.082 |       |

#### Semifinal 3
| Pos. | Canoísta            | CON            | Tempo  | Notas |
| ---- | ------------------- | -------------- | ------ | ----- |
| 1    | Zaza Nadiradze      | GEO Geórgia    | 40.146 | FA    |
| 2    | Valentin Demyanenko | AZE Azerbaijão | 40.298 | FA    |
| 3    | Yuriy Cheban        | UKR Ucrânia    | 40.590 | FA    |
| 4    | Jonatán Hajdu       | HUN Hungria    | 40.718 | FB    |
| 5    | Hélder Silva        | POR Portugal   | 41.162 | FB    |
| 6    | Stefan Kiraj        | GER Alemanha   | 43.171 |       |
| 7    | Mark Oldershaw      | CAN Canadá     | 43.357 |       |

### Final

#### Final B
| Pos. | Canoísta           | CON                 | Tempo  | Notas |
| ---- | ------------------ | ------------------- | ------ | ----- |
| 1    | Martin Fuksa       | CZE República Checa | 39.760 |       |
| 2    | Jonatán Hajdu      | HUN Hungria         | 39.811 |       |
| 3    | Henrikas Žustautas | LTU Lituânia        | 40.230 |       |
| 4    | Oleg Tarnovschi    | MDA Moldávia        | 40.280 |       |
| 5    | Hélder Silva       | POR Portugal        | 40.388 |       |
| 6    | Timur Khaidarov    | KAZ Cazaquistão     | 40.549 |       |
| 7    | Carlo Tacchini     | ITA Itália          | 40.733 |       |
| 8    | Marcos Pulido      | MEX México          | 42.098 |       |

#### Final A
| Pos.              | Canoísta            | CON            | Tempo  | Notas            |
| ----------------- | ------------------- | -------------- | ------ | ---------------- |
| Medalha de ouro   | Yuriy Cheban        | UKR Ucrânia    | 39.279 | Recorde olímpico |
| Medalha de prata  | Valentin Demyanenko | AZE Azerbaijão | 39.493 |                  |
| Medalha de bronze | Isaquias Queiroz    | BRA Brasil     | 39.628 |                  |
| 4                 | Alfonso Benavides   | ESP Espanha    | 39.649 |                  |
| 5                 | Zaza Nadiradze      | GEO Geórgia    | 39.817 |                  |
| 6                 | Andrey Kraitor      | RUS Rússia     | 40.105 |                  |
| 7                 | Li Qiang            | CHN China      | 40.143 |                  |
| 8                 | Thomas Simart       | FRA França     | 40.180 |                  |